# Abdul Iyodo
Abdul Iyodo (* 10. Oktober 1979 in Kano) ist ein nigerianischer ehemaliger Fußballspieler.

## Karriere
Abdul Iyodo begann seine Karriere in seiner Heimat Nigeria bei Kano Pillars. Von 1996 bis 1999 spielte er für den französischen Verein FC Martigues. 1999 wechselte er nach Deutschland zur SG Wattenscheid 09, für die er in der Regionalliga Nord in 55 Spielen 26 Tore erzielte. Zur Saison 2002/03 wechselte er zum FC Schalke 04, bei dem er hauptsächlich in der zweiten Mannschaft in der Regionalliga zum Einsatz kam. Er erzielte 13 Tore in 30 Pflichtspielen. Am 17. November 2002 kam er zu seinem ersten Profieinsatz, als er beim Spiel gegen den VfL Bochum in der Startelf stand.
Am Ende der Saison 2003/04 wechselte er zum Karlsruher SC, blieb aber nur ein halbes Jahr und kehrte dann in der Winterpause zur SG Wattenscheid 09 zurück. Dort blieb er auch nur ein Jahr und wechselte dann zur SV Elversberg. Nachdem er dort drei Jahre lang drittklassig in der Regionalliga Süd gespielt hatte, wurde Elversberg aufgrund der neuen Dritten Liga viertklassig. Dort erzielte er in 67 Spielen für die erste Kampfmannschaft acht Tore und wurde in weiteren vier Partien der zweiten Mannschaft eingesetzt, in denen er zweimal zum Torerfolg kam.
Ab Oktober 2010 spielte er bei dem durch Fusion neu entstandenen christlichen Sportverein CSV Sportfreunde Bochum. Dort wurde sein auslaufender Vertrag nicht verlängert und so wurde er im Sommer 2011 vereinslos. Am 7. Oktober unterschrieb er einen Vertrag beim SV Holzwickede aus der Landesliga und im Januar 2012 wechselte er zum Landesligisten Schwarz-Weiß Eppendorf.
Im September 2012 wechselte er zu seinem früheren Verein SG Wattenscheid 09 und spielte für die Zweitvertretung in der Kreisliga A2 (Kreis Bochum). Nach einer Zwischenstation von August bis zum Winter 2014 beim 1. SG Regenthal in der Kreisklasse Cham/Schwandorf wechselte er im Februar 2015 zum TSV Nittenau in der Kreisliga West in Bayern und erzielte in mindestens 97 Spielen bis zu seinen Karriereende 2021 54 Treffer. Von 2019 bis 2022 war er bei Nittenau Trainer der U17 und seit 2022 trainiert er dort die erste Mannschaft.

### Nationalmannschaft
Zwischen 1993 und 1994 lief Iyodo in einigen Spielen der nigerianische U-15 Nationalmannschaft auf und gehörte 1998 zum Kader der U-20 Nigerias.